# HMAS Mary Cam
HMAS Mary Cam – australijski trałowiec pomocniczy i stawiacz sieci z okresu II wojny światowejj.

## Historia
Trawler „Joule” został zwodowany w 1918 w stoczni Ritchie, Graham & Milne w Glasgow na zamówienie firmy F. and T. Ross Ltd z Hull.  Pomiędzy 1918 a 1928 statek zmienił nazwę na „John Fisser”.  W 1928 został zakupiony przez firmę Cam & Sons Pty Ltd z Sydney i już jako „Mary Cam” udał się w podróż z Hull do Sydney, gdzie dotarł 6 listopada 1928 po 69 dniach podróży.
4 maja 1942 statek został zarekwirowany przez Royal Australian Navy jako trałowiec pomocniczy i po wyposażeniu go w niezbędne oprzyrządowanie i uzbrojenie okręt wszedł do służby 5 października 1942 jako HMAS „Mary Cam” (FY48). „Mary Cam” był jednym z dziewięciu statków należących do Cam & Sons Pty Ltd, które zostały zarekwirowane przez RAN. 29 czerwca 1944 okręt został wykupiony od jego poprzednich właścicieli.
Początkowo okręt służył jako trałowiec, w 1944 „Mary Cam” służył jako stawiacz sieci, ale w 1945 ponownie wrócił do służby jako trałowiec.  W czasie wojny „Mary Cam” początkowo brał udział w trałowaniu min w okolicach Port Phillip w Wiktorii i Zatoki Świętego Wincentego w Australii Południowej, a następnie stacjonował w Perth, gdzie używany był w kilku różnych rolach, między innymi jako holownik celów w czasie manewrów połączonych ze strzelaniem ostrą amunicją oraz jako stawiacz sieci (port Fremantle, w którym „Mary Cam” wraz z HMAS „Karangi” i HMAS „Lanaki” służyły jako stawiacze sieci, był pierwszym tak zabezpieczonym australijskim portem w czasie II wojny światowej).
Po zakończeniu wojny „Mary Cam” został wycofany do rezerwy 14 listopada 1945 i sprzedany 3 kwietnia 1946.  Statek powrócił do swojej pierwotnej roli jako trawler, został złomowany w 1957.